# Association burkinabée des domaines internet
 (juillet 2025).
La mise en forme du texte ne suit pas les recommandations de Wikipédia : il faut le « wikifier ».
Les points d'amélioration suivants sont les cas les plus fréquents :
- Les titres sont pré-formatés par le logiciel. Ils ne sont ni en capitales, ni en gras.
- Le texte ne doit pas être écrit en capitales (les noms de famille non plus), ni en gras, ni en italique, ni en « petit »…
- Le gras n'est utilisé que pour surligner le titre de l'article dans l'introduction, une seule fois.
- L'italique est rarement utilisé : mots en langue étrangère, titres d'œuvres, noms de bateaux, etc.
- Les citations ne sont pas en italique mais en corps de texte normal. Elles sont entourées par des guillemets français : « et ».
- Les listes à puces sont à éviter, des paragraphes rédigés étant largement préférés. Les tableaux sont à réserver à la présentation de données structurées (résultats, etc.).
- Les appels de note de bas de page (petits chiffres en exposant, introduits par l'outil «  Source ») sont à placer entre la fin de phrase et le point final[comme ça].
- Les liens internes (vers d'autres articles de Wikipédia) sont à choisir avec parcimonie. Créez des liens vers des articles approfondissant le sujet. Les termes génériques sans rapport avec le sujet sont à éviter, ainsi que les répétitions de liens vers un même terme.
- Les liens externes sont à placer uniquement dans une section « Liens externes », à la fin de l'article. Ces liens sont à choisir avec parcimonie suivant les règles définies. Si un lien sert de source à l'article, son insertion dans le texte est à faire par les notes de bas de page.
- La présentation des références doit suivre les conventions bibliographiques. Il est recommandé d'utiliser les modèles {{Ouvrage}}, {{Chapitre}}, {{Article}}, {{Lien web}} et/ou {{Bibliographie}}. Le mode d'édition visuel peut mettre en forme automatiquement les références.
- Insérer une infobox (cadre d'informations à droite) n'est pas obligatoire pour parachever la mise en page.

Pour une aide détaillée, merci de consulter Aide:Wikification.
Si vous pensez que ces points ont été résolus, vous pouvez retirer ce bandeau et améliorer la mise en forme d'un autre article.
 (juillet 2025).
L’Association Burkinabè des Domaines Internet (abrégé ABDI) est une organisation de la société civile burkinabè, à but non lucratif, créée par des acteurs du secteur des technologies de l’information et de la communication. Elle joue un rôle central dans le développement et la régulation d’Internet au Burkina Faso. 

## Historique et statut
L’ABDI a été fondée en mai 2018  par des experts du numérique souhaitant professionnaliser le registre national des noms de domaine .bf . Son siège est situé à Ouagadougou, dans le quartier des 1 200 logements.

## Missions et activités
L’Autorité Burkinabè des Domaines de l’Internet (ABDI) joue un rôle central dans le développement et la gouvernance de l’Internet au Burkina Faso. Elle œuvre à la fois sur les plans technique, stratégique et communautaire, avec pour objectif de garantir un Internet accessible, sécurisé et utile pour tous.
Les principales missions et activités de l’ABDI sont les suivantes :
- La gestion déléguée du registre .bf  par délégation de l’ARCEP.

- La promotion de la migration IPv4 vers IPv6, notamment via l’organisation de formations.

- La mise en œuvre du DNSSEC, en partenariat avec l’ARCEP et l’ICANN[2]

- Le soutien au développement d’Internet, via un fonds dédié

- La sensibilisation et formation des acteurs de la société civile, PME, artisans, journalistes, lieux culturels etc.[3],[1]

## Gouvernance
Elle se repose sur une structure participative et collégiale, qui permet d’assurer la représentativité de ses membres et l’efficacité de ses actions. 
L’organisation de l’ABDI se compose comme suit :
- Une Assemblée Générale des membres (29 entités en 2023) ;

- Un Conseil d’Administration, présidé par Bernard Yaméogo en 2024 ;

- Un Secrétariat exécutif, dirigé par Izaïe Toé (également vice-président de la Task Force IPv6)[4] ;

- Des comités thématiques : IPv6, DNS, utilisateurs, bureaux d’enregistrement

## Projets marquants
Le Burkina Faso poursuit activement le renforcement de son écosystème numérique à travers diverses initiatives stratégiques visant à améliorer la connectivité, la sécurité du cyberespace, et l’inclusion numérique. Plusieurs actions ont été entreprises pour encourager l’adoption des technologies Internet modernes, notamment le protocole IPv6, la sécurisation du DNS, la promotion de la présence en ligne des petites entreprises, ainsi que la sensibilisation des acteurs clés comme les artisans et les journalistes. Ces efforts sont portés par des institutions nationales, avec l’appui de partenaires internationaux tels que l’ICANN.
Initiatives clés :
- 8–12 avril 2024 :Faso Internet Protocol Academy (FIPA) – première formation IPv6  destinée aux techniciens

- juillet 2023 :Campagnes de vulgarisation du DNSSEC , pour renforcer la sécurité du .bf

- décembre 2022 :Organisation du Burkina Faso DNS Forum ), avec l’ARCEP et ICANN[5]

- mars 2025 :Soutien aux sites « one‑page » gratuits : promotion de la présence en ligne des PME et ONG

- SIAO 2024: Sensibilisation ciblée des artisans  et des journalistes[6]

## Impact
Elle assure la migration vers IPv6, la sécurisation DNS, et contribue à la souveraineté numérique du Burkina Faso.
- 2021: l’association avait traité 177 demandes et porté le parc de noms .bf à 1 850 noms enregistrés[7].

- 2023: sur 70 activités planifiées, 30 ont été achevées, dont des actions de gouvernance, promotion & inclusion[8].

## Partenariats
L’ABDI collabore notamment avec :
- l’ARCEP, qui lui délègue l’opérationnalité du registre

- l’ICANN, dans le cadre de DNSSEC et de la gouvernance globale d’Internet ;

- l’AFRINIC et des acteurs régionaux du numérique[1].